# 蛋白质分离器
蛋白质分离器又称蛋分器、蛋白分离器、泡泡分离器，它是利用气浮技术，实现养殖水体有机物分离的设备，它是一种用于鱼缸及养殖的过滤系统；海水、淡水都可以使用；采用不同的结构设计，可以支持不同的盐度环境下。

## 工作原理
基本原理: 利用水中气泡或泡沫或泡膜的表面吸附力，吸附含疏水基的有机物、微生物、矿物颗粒，经过脱水浓缩后排出。表面吸附力与表面张力并不完全等同；表面吸附力指“物质与气泡表面之间的分子相互作用力”，通常由疏水效应、静电作用或氢键等引起；而表面张力则是“液体分子与液体分子之间的相互吸引力”，主要由液体分子之间的相互作用力所决定。

## 蛋白质分离器可除去的常见有害物质
A、导致鱼缸或养殖水体出现异味的物质。这些异味主要由具有疏水基的有机或具有挥发性的无机物导致。
- 具有疏水基的有机物比如：

1. 三甲胺（Trimethylamine，TMA），鱼类正常代谢或死亡腐败，时产生的一种腥味物质，是鱼腥味的主要构成之一，具有疏水基可以被蛋白质分离器排出。
2. 土臭素（Geosmin），由放线菌和蓝藻合成并分泌，具有疏水基可以被蛋白质分离器排出。。
3. 2-甲基异莰醇（2-Methylisoborneol，MIB），具有腐烂鱼味的化合物，主要由蓝藻类产生，具有疏水基可以被蛋白质分离器排出。
4. β-环柠檬酸、β-环柠檬醛和β-紫罗兰酮，这些物质由蓝藻类产生，可能导致鱼类产生异味.具有疏水基。

- 具有挥发性的无机物 
  - 1、硫化氢，一般由厌氧区的厌氧菌分解有机物后产生，具有强烈的毒性，容易挥发，容易被注入的空气吹脱；由于蛋白质分离器在不断产生气泡，所以可以吹脱水中硫化氢，百度百科空气吹脱 《硫化氢的强化分离及其 对产酸脱硫生物反应系统的影响》

B、大部分细菌、真菌、浮游藻类。水体中大部分细菌、真菌具有疏水基，导致细菌容易被气泡表面吸附，从而被蛋白质分离器排出。值得注意的是，浮游藻类（如小球藻）在强光照射下通过光合作用分泌氧气，导致它们表面形成氧气层。这层氧气膜会阻止气泡吸附浮游藻类。因此，在这种情况下，建议关灯或避免阳光直射，待藻类通过呼吸作用消耗氧气层后，气泡才能有效吸附浮游藻类，进而通过蛋白质分离器排出。
《细菌细胞表面疏水性及在活性污泥中粘附率影响因素 研究 》孙晓莹 1 ,施汉昌 2 ,全向春 1 3 ,呼丽娟 1 (11 北京师范大学环境学院 ,水环境模拟国家重点实验室 ,北京 100875 ; 21 清华大学环境科学与工程系 ,环境模拟与污染控 制国家重点联合实验室 ,北京 100084)
《微生物细胞表面疏水性与粘附性的研究进展》侯幼红综述吴绍熙审校
《真/细菌对疏水性有机物的吸附及其表面特性》张晓敏 1 ,成卓韦 1* ,於建明 1 ,陈建孟 1 ,朱勤勤 2 (1.浙江工业大学环境学院,浙江 杭州 310014；2.浙江省台州市污染防治 工程技术中心,浙江 台州 318000)

## 关于蛋白质分离器谣言
谣言："海水张力大，淡水没张力或张力小，所以淡水蛋白质分离器效率低，没有用”；
第一、实事错误：首先淡水是有张力的；实际上海水张力系数大约8.3、淡水张力系数大约7.2，二者差异微小；对气泡吸附力的影响非常有限，不会对气浮分离器的核心性能产生显著影响。
气浮技术文献表明降低表面张力可能带来的气泡稳定性提高，进而提升气浮效率的效果：
1. <溶剂气浮分离技术研究现状与发展方向> 该文章提到了通过表面活性剂的加入来降低水体的表面张力，从而增强气浮效果。
2. 气浮工艺及加压溶气气浮的原理与设计要点 这篇文章特别提到了有效降低水的表面张力系数，可加强气泡膜牢度。

这些文献内容表明，表面张力降低可能增强气浮效果。
第二、因果谬误：淡水环境是否使用蛋白质分离器，与海水蛋白质分离器效率，没有任何关系；是否值得在淡水中使用蛋白质分离器，取决于是蛋白质分离器否能够改进淡水水质，并不由蛋白质分离器再海水环境的效率而决定。
第三、类比谬误：为海水环境的设计海水蛋白质分离器，在淡水中效率低，并不能影响“为淡水环境设计的淡水蛋白质分离器在淡水中效率“；二者不是同一类产品，环境不同，设计不同，并不能等同，事实上只要结构设计适当，淡水蛋白质分离器效果效率也很高。
第四、认知错误：气浮分离器的性能主要受表面活性剂浓度、溶液pH、溶液离子强度、气泡与蛋白质之间的亲和性、气泡稳定性、流体动力学条件、张力等因素的影响，张力并非效率因素的唯一因素。

## 在淡水养殖中的运用
抖音账号：猎大师过滤（淡水蛋分），所生产的淡水蛋白质分离器，在观赏鱼、养殖中均有运用，点击链接了解，
抖音账号：平安一方 ，所展示的泡泡分离器，是一种简易的蛋白质分离器，在鱼缸中长期运行产生了优秀的效果，点击链接了解，

## 在海洋养殖中的用途
在宠物水族箱及海水生物养殖场中，鱼类的排泄物及饲料的残渣经分解后会产生大量的大分子有机物质，这将给鱼类和软体生物构成威胁，蛋白质分离器利用大分子有机物在海水中的张力特性，通过旋涡泵或充氧设备制造出大量的气泡，小分子气泡会迅速破灭消失，大分子气泡此时会吸附水中悬浮物如鱼类的粪便、多投的饵料等，经长时间汇聚形成泡沫，溢出水面，从而达到净化水质的目的。